# Ludwig Schuberth
Ludwig Schuberth (Bécs, 1911. július 24. – 1989. szeptember 30.) olimpiai ezüstérmes osztrák kézilabdázó.
Részt vett az 1936. évi nyári olimpiai játékokon, amit Berlinben rendeztek. A kézilabdatornán játszott, és az osztrák válogatott tagjaként ezüstérmes lett.